# Asalebria
Asalebria is een geslacht van vlinders van de familie snuitmotten (Pyralidae), uit de onderfamilie Phycitinae.

## Soorten
- A. adiudicata Asselbergs, 2008
- A. alida Roesler, 1988
- A. aralensis Kuznetzov, 1908
- A. florella (Mann, 1862)
- A. geminella (Eversmann, 1844)
- A. imitatella (Ragonot, 1893)
- A. pseudoflorella (A. Schmidt, 1934)
- A. rascala Roesler, 1988
- A. tutulla Roesler, 1988
- A. venustella (Ragonot, 1887)